# برتوس (فیلم)
برتوس (ایتالیایی: Brutus) یک فیلم درام صامت به کارگردانی انریکو گواتسونی است که در سال ۱۹۱۱ منتشر شد. از بازیگران آن می‌توان به آملتو نوولی و جانا تریبلی-گونزالس اشاره کرد.
این فیلم دربارهٔ زندگی مارکوس یونیوس بروتوس، یکی از کسانی است که در قتل ژولیوس سزار دست داشت. فیلم با موفقیتی متوسط روبه‌رو شد، اما در حد موفقیت عظیم بین‌المللی فیلم هوس‌های امپراتور که گواتسونی سال بعد ساخت، نبود.